# یواس‌اس گالیا (اس‌پی-۱۴۹۴)
یواس‌اس گالیا (اس‌پی-۱۴۹۴) (به انگلیسی: USS Goliah (SP-1494)) یک کشتی بود که طول آن ۱۳۵ فوت (۴۱ متر) بود. این کشتی در سال ۱۹۰۷ ساخته شد.